# Váli Béla
Váli Béla (Szabadka, 1858. június 3. – Budapest, Ferencváros, 1896. június 7.) bölcseleti doktor, vallás- és közoktatásügyi minisztériumi segédtitkár, Váli Ernő bátyja.

## Élete
Váli (Valitsek) Béla és Bauer Krisztina földbirtokos szülők fia. Szülővárosában 1877-ben fejezte be középiskolai tanulmányait. Ezt követően a Budapesti Tudományegyetemen bölcsészetet hallgatott. A tanárvizsgáló bizottság akkori elnökének ajánlatára Szapáry Gyula gróf gyermekeinek magasabb kiképzését vállalta magára. Bölcseleti tanulmányainak végeztével 1850-ben tanári vizsgát tett és miután elnyerte doktori címét, 1886-ban a közoktatási minisztériumba lépett mint fogalmazó. 1877-től színészeti tanulmányokkal foglalkozott. 1892-ben mint a kormány képviselője szervezte és vezette a bécsi zene- és színészeti kiállításon a magyar osztályt. Utolsó két évét pedig a millenniumi kiállítás zene- és színművészeti osztályának szervezésére fordította. A történelmi társulat választmányi tagja volt. Halála előtt néhány nappal választotta meg a firenzei akadémia tiszteletbeli tagjává.

## Írásai
Cikkeket írt a következő hirlapokba és folyóiratokba: Pesti Napló (rendes levelezője tanuló korában Budapesten, 1887. 116. sz. Feleki Miklós, 1889. 340. A «Szökött katona», 1890. 95. sz. A «Ripacs», A színészet bajairól); Bácska (1881. A szabadkai első irodalmi kör története); Egyetemes Philologiai Közlöny (1883. Radakovics József, 1884. Könyvism. 1887. Magyarországi olasz színművek, I. Pótkötet 1859. Felvinczy György Comicotragoediája); Budapesti Hirlap (1883. 284. sz. Hol nyugszik Vas Gereben, 304. Emléktáblát szülőházára és sírjára Bécsben); Uj Nemzedék (1884. Trefort Ágoston); Figyelő (1884. Egy magyar népszínmű a XVIII. században, 1885. A budai színház története, 1889. Kántor Gerzson halotti verse); Hazánk (1884. Franczia színielőadás Magyarországon, 1885. Az 1796. színtársulat szétoszlásának okai, Egy szemtanu Martinovics kivégeztetéséről, 1886. Napoleon 1809. proclamatiója a magyarokhoz, 1888. A magyarországi szerb színészet századéve); Fővárosi Lapok (1884. Az egri színészet multjából); Pesti Hirlap (1884. 76. sz. Egy halott jutalmazása, 1887. 49. Barabás Miklós, 55. Csíky Gergely ifjúságából, 104. Karacs Teréz); Színészek Lapja (1885. Az 1790-96. magyar színtársulat feloszlása. 1887. A Nemzeti Színház multjából, Herczeg Eszterházy olasz színházáról); Torontál (1887. 6. sz. A vidéki színészetről); Századok (1887. Az első magyar színigazgató szabadalomlevele 1696-ból); Ország-Világ (1887. A nemzeti színház jubileuma, Petőfi sírjánál, 1888. Franczia előadások Magyarországon a mult században, 1890. Az első magyar színigazgató: Felvinczy György, 1890. Színészetünk ereklyéiről, 1894. Az ezredéves kiállítás színművészeti osztálya, Pulszky Ferencz, 1895. A kiállítás programmtervezete); Irodalom (1887. A Nemzeti Színházról, Színházi tükörtörmelékek); M. Salon (1886. Petőfi mint vándorszínész, Magyar színészeti múzeum, 1888. Kossuth Lajos «Nemzeti drámája»); Nemzet (1887. 81. sz. Eszterházy olasz színházáról, 1888. 249. sz. Kelemen László 1760-1814., 1890. 175. Gróf Csáky Tivadar színházi hirlapja, 83. sz. A jubiláló színésziskola, 293. A magyar színészet ünnepe, 66. Szigligeti első szerelme); Ungarische Revue (1889. Die serbische Schauspielkunst in Ungarn); Egyetértés (1892. 310. sz. Az erdélyi első magyar színtársulat alapvetése 1792-93., 1898. 327. sz. A hadsereg és a «Szökött katona»); Vasárnapi Ujság (1890. A magyar színészet úttörői); Magyar Geniusz (1893. Munkácsy Mihály «Honfoglalása»); Zenelap (1893. Egy emigráns zeneművész emléke: Lichtenstein Györgyről); Színművészeti Lapok (1894. A magyar kir. operáról, Országos színészeti congressus, A nemzeti színházi építkezés ankettjéről, Kántornéről); Zene- és Színművészeti Lapok (1894. Adalékok a magyar opera történetéhez, Szigligeti reliquiák, Magyarországi olasz zenés színművek, 1896. Magyar népszínmű a XVIII. században: Péntek István pálos szerzetes műve, Szigligeti életrajzából); a Pallas Nagy Lexikonába a színészek életrajzát írta.

## Munkái
- Görgei Albert, Argyrus a magyar költészetben. Bpest, 1882. (Különnyomat az Egyetemes Philologiai Közlönyből).
- Vas Gereben, Radakovics József élete és munkái. Uo. 1883. (Ism. Főv. Lapok 122., Egyetértés 144. sz.).
- A magyar színészet története. A Kisfaludy-társaság által 1000 aranynyal jutalmazott pályamű. Uo. 1887. (Ism. 1886. Egyetértés 343., Délmagyarországi Lapok 290., Főv. Lapok 339., P. Hirlap 355., Borsodm. Lapok 102., 1887. Nemzet 19., P. Hirlap 49. sz. Egyet. Philol. Közlöny, P. Napló 8.)
- Kuthy Lajos élete és munkái. Uo. 1888. (Különny. a Figyelőből).
- Az első magyar színigazgató. Arad, 1888. (Ism. Budapesti Hirlap 247. sz.).
- Kossuth Lajos élete és munkái. Budapest, 1888. (Ism. Debreczen, 133. sz.).
- Az aradi színészet története 1774-1889. Uo. 1889. Fénynyom. arczképekkel. (Ism. Aradi Közlöny 1890. 3., 4. sz., Budapesti Szemle 61. kötet, Egyet. Philol. Közlöny, Ung. Revue).
- A haldokló vidéki színészetről. Uo. 1889.
- A magyar színészet műkincseiből. Uo. 1889.
- Iparunk újraébredése. Uo. 1895. (Iparosok Olvasótára I. 3.).

Sajtó alá rendezte Vas Gereben összes munkáit (Sziklay Jánossal 1886-tól Mehner kiadásában Budapesten) és Szuper Károly színészeti naplóját 1830-1850. Uo. 1889.
Szerkesztette az «Uj Nemzedék» c. középiskolai tanulók közlönyét Sziklay Jánossal 1884-ben és a Színművészeti Lapokat 1894-ben Budapesten.
Álnevei: Szabadkai Béla, Bácskai Béla, Pájó. (A Bácskában 1878-81, Üstökösben 1882-84. és a Veszprémi Közlönyben 1885).